# Maria Neculiță

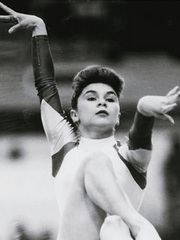
Maria Neculiță

Maria Neculiță (* 30. März 1974 in Deva) ist eine ehemalige rumänische Kunstturnerin.
1990 nahm Neculiță zum ersten Mal an den Europameisterschaften teil. In Athen gewann sie am Schwebebalken die Bronzemedaille. Außerdem wurde sie Fünfte am Boden und Sechste im Mehrkampf. Bei den Weltmeisterschaften 1991 gewann Neculiță mit der rumänischen Mannschaft Bronze.
1992 konnte sie bei den Weltmeisterschaften zwei Einzelmedaillen gewinnen. Am Schwebebalken war sie gemeinsam mit der Chinesin Li Yifang Zweite und im Bodenturnen teilte sie sich mit Tetjana Lyssenko den dritten Platz. Im selben Jahr nahm Neculiță an den Olympischen Spielen teil. In Barcelona gewann sie mit der rumänischen Mannschaft hinter dem Vereinten Team die Silbermedaille. Außerdem startete sie im Einzelmehrkampf, im Bodenturnen, im Pferdsprung, am Schwebebalken und am Stufenbarren, konnte aber kein Finale erreichen. 
Nach ihrem Rücktritt vom aktiven Sport 1993 wurde Neculiță Trainerin in Italien.